# TVR Tasmin
TVR Tasmin est une série de modèles de voitures construites par l'entreprise TVR.

## Tasmin 280i (1980 - 1988)

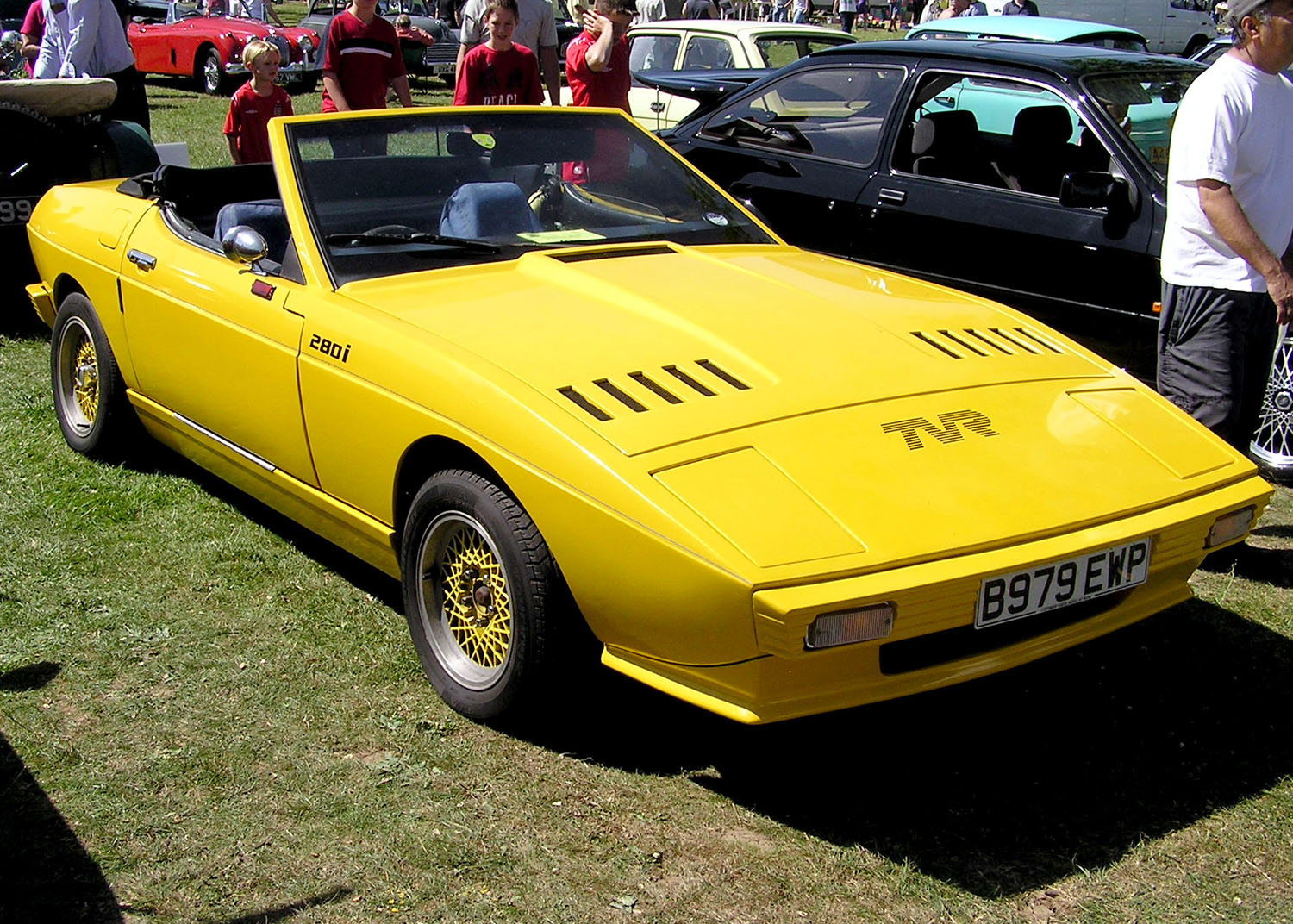
TVR Tasmin 208i

La TVR Tasmin 280i est la 8e gamme de modèles construite par TVR, de 1980 à 1988. Cette voiture dispose d'un châssis tubulaire en acier. Sur celui-ci, le constructeur a monté des suspensions de Ford Cortina améliorées, ainsi que la direction de ce même modèle. Le différentiel est celui de la Jaguar XJ-S et le groupe motopropulseur est issu de Ford, tout comme les freins, avec des disques à l'avant utilisés sur les Ford Granada. Le reste est entièrement construit par TVR, à commencer par la carrosserie en fibre de verre.
Elle se caractérise par l'utilisation du moteur Cologne V6 2,8 L, notamment utilisé sur les Ford Capri. Ce moteur, à soupapes en tête, possède un arbre à cames central entraîné par une cascade de pignons. Il utilise un vilebrequin à quatre paliers et possède un rapport volumétrique de 9.2:1. L'alimentation en essence est effectuée grâce à un système d'injection Bosch K-Jetronic. La puissance est de 160 ch à 5700 tr/min, pour un couple de 220 N m à 4300 tr/min. Sur les séries II, la puissance est abaissée à 145 ch et le couple reste inchangé.
Entre 1980 et 1983, la 280i possède une boîte manuelle à quatre vitesses et une boîte automatique à trois vitesses. Elle est la première TVR à offrir ce système en option. À partir de 1983, la boîte quatre vitesses est remplacée par une boite à cinq rapports plus moderne.
La suspension utilise une triangulation avec des ressorts hélicoïdaux et barre anti-roulis à l'avant et une suspension à bras tirés à l'arrière avec une barre anti-roulis. Les freins sont à disques à l'avant comme à l'arrière, avec des dimensions respectives de 269 et 277 mm. La direction utilise une crémaillère issue de la Ford Cortina. Les pneus sont des 205/60 VR14. Selon les versions, la voiture pèse entre 1150 et 1250 kg.
La 280i a été proposée tout d'abord en version coupé. La même année, la version cabriolet, à toit rétractable logeable dans le coffre, est lancée. Pour compenser l'absence de toit, les portes ont été modifiées. D'autres modifications apportées sur la voiture entraînent un surpoids de 50 kg par rapport au coupé.
En 1981, une version 2+2 est lancée mais, rencontrant peu de succès elle est supprimée en 1985. On estime que 50 exemplaires de la 2+2 ont été produits. Au total, 1167 exemplaires de la 280i ont été assemblées, dont 125 pour les États-Unis. C'est la dernière voiture à être exportée officiellement dans ce pays.
La 280i atteint la vitesse de pointe de 213 km/h et accélère de 0 à 100 en 9 secondes (7,5 pour la version 160 ch). La consommation est de 10,7 litres aux 100 km en conduite mixte.

## Tasmin 350i (1983 - 1990)
La TVR Tasmin 350i est l'évolution de la Tasmin 280i. Elle fut construite par TVR, de 1983 à 1990. La Tasmin 350i fut produite à 897 exemplaires.
Le propriétaire de la marque TVR, Peter Wheeler, n'était pas tout à fait satisfait par le niveau de performances offert par la Tasmin 280i équipée du V6 2,8 L. C'est ainsi que l'idée lui vint de monter un V8 Rover 3,5 L à la place du V6. La Tasmin 350i fut lancée en 1983. Le nom Tasmin fut abandonné l'année suivante, pour devenir simplement "350i".
La TVR 350i possède un empattement de 2 385 mm pour une longueur totale de 4 015 mm et une largeur de 1 730 mm. Le coefficient de pénétration dans l'air de la voiture est de 0.37.
Sous le capot, le V8 Rover 3.5 L fait son apparition. Ce V8, dont la conception remonte au début des années 60, possède un alésage de 88,9 mm et une course de 71,12 mm. Un arbre à cames central commande l'ouverture des 16 soupapes en tête. L'alimentation en essence se fait grâce à une injection électronique Bosch L-Jetronic. Le moteur, refroidi par eau, a un vilebrequin à 5 paliers, et un rapport volumétrique de 9.7:1. La puissance est de 193 ch à 5280 tr/min, pour un couple de 299 N m à 4000 tr/min. La transmission est manuelle à 5 vitesses, avec un rapport de pont de 3.54:1. Les roues arrière motrices sont chaussées de 205/60 R15, comme les roues avant.
La TVR 350i est capable de passer de 0 à 100 km/h en 6,8 s et de parcourir le 400m départ arrêté en 15,8 s, selon le magazine AutoCar. La vitesse de pointe mesurée de la voiture est de 219 km/h. La consommation moyenne de la voiture est de 13 litres aux 100 km.

## Tasmin 450 SEAC (1986 - 1993)
La TVR Tasmin 450 SEAC (pour Special Edition Aramid Composite) est l'évolution de la Tasmin 350i. Elle fut construite par TVR, de 1986 à 1993. La carrosserie de le Tasmin 450 SEAC est renforcée avec du kevlar.
La carrosserie est réalisée en partie en kevlar, d'où le patronyme SEAC, alors que les autres Tasmin sont totalement en fibre de verre. L'utilisation du kevlar associé à la fibre de verre a permis d'économiser une centaine de kilogrammes sur le poids total de la voiture. Mais le surcoût occasionné par ce procédé est grand : une SEAC est deux fois plus chère qu'une TVR 350i de base. La SEAC est reconnaissable grâce à son aileron arrière spécifique.
La SEAC utilise une version évoluée du V8 Rover. En effet, ce V8 à soupapes en tête a une cylindrée de 4,5 litres, une injection électronique Lucas dérivée du système Bosch L-Jetronic, un taux de compression de 9.75:1. La puissance du moteur est de 320 ch (235 kW) à 5700 tr/min, pour un couple de 393 N m à 4500 tr/min. La transmission est manuelle à 5 vitesses (Borg-Warner T5). Le rapport de pont est de 3.07:1.
La TVR 450 SEAC utilise une double triangulation à l'avant, et une simple triangulation à l'arrière. On retrouve aux quatre coins de la voiture des ressorts hélicoïdaux. On notera aussi la présence de barres anti-roulis. La direction à crémaillère offre 3.7 tours de butée à butée. Les pneus ont une dimension de 225/50 R15, et une limite de sécurité de 240 km/h. Pour assurer le freinage, la voiture fait appel à un système assisté composé de disques ventilés à l'avant, et de disques à l'arrière.
Grâce à son poids contenu de 1170 kg, la TVR 450 SEAC est capable de passer de 0 à 100 km/h en seulement 5,2 secondes. La vitesse de pointe est de 265 km/h.

## Tasmin 350SE (1990 - 1991)
La TVR Tasmin 350SE est une série limitée à 25 exemplaires. Elle fut construite par TVR, de 1990 à 1991.
Toutes les 350SE utilisent un V8 Rover 3,9 L tout en alliage, des jantes en alliage polies à rayons multiples et  des amortisseurs Koni réglables. Chaque voiture possède un numéro entouré de lauriers en or sur les ailes latérales. Il faut savoir que la numéro 13 n'a jamais été construite, c'est pourquoi il y a une numéro 26 pour compenser le nombre de 25 voitures. La numéro 19 a été démontée pour être utilisée comme donneuse de pièces de rechange et n'existe plus.
| Numéro de la voiture | Couleur extérieure      | Détails intérieurs     |
| -------------------- | ----------------------- | ---------------------- |
| 1                    | Monza red               | Cream and red interior |
| 2                    | Mica red                |                        |
| 3                    | Blue                    | Grey interior          |
| 4                    | Blue Starfire Mica Blue | Magnolia interior      |
| 5                    | Red                     | Parchment interior     |
| 6                    | Ruby Mica               | Magnolia interior      |
| 7                    | Green                   |                        |
| 8                    | Burgundy metallic red   | Grey leather           |
| 9                    | Rosso Red               | Grey leather           |
| 10                   | Red                     | Cream leather          |
| 11                   | Green                   | Cream Leather          |
| 12                   | Mica Midnight Blue      | Magnolia half hide     |
| 14                   | Midnight Blue           |                        |
| 15                   | Black                   | Cream interior         |
| 16                   | Red                     |                        |
| 17                   | Green                   |                        |
| 18                   | Mica Blue               | Magnolia full hide     |
| 19                   | Blue                    |                        |
| 20                   | Grey                    | Grey                   |
| 21                   | Cooper Green            | Magnolia interior      |
| 22                   | Sapphire Blue           | Magnolia interior      |
| 23                   | Black                   | Magnolia interior      |
| 24                   | Midnight Blue           | Magnolia interior      |
| 26                   | Monza Red               |                        |